# Geelkraagorganist
De geelkraagorganist (Chlorophonia flavirostris) is een zangvogel uit de familie Fringillidae (vinkachtigen).

## Verspreiding en leefgebied
Deze soort komt voor in de vochtige wouden van oostelijk Panama (Darién), zuidwestelijk Colombia en noordwestelijk Ecuador.